# Narechen Glacier
Narechen Glacier är en glaciär i Antarktis. Den ligger i Västantarktis. Argentina, Chile och Storbritannien gör anspråk på området. Narechen Glacier ligger 236 meter över havet.
Terrängen runt Narechen Glacier är varierad. Havet är nära Narechen Glacier västerut. Trakten är obefolkad. Det finns inga samhällen i närheten. 